# 鋼橋架設等作業主任者
鋼橋架設等作業主任者（こうきょうかせつとうさぎょうしゅにんしゃ）は、労働安全衛生法に定められた作業主任者(国家資格)のひとつであり、鋼橋架設等作業主任者技能講習を修了した者の中から事業者により選任される。
また、主任者となるための技能講習を修了した者すなわち資格取得者のこと、あるいは資格そのものを指すこともある。

## 概要
- 橋梁の上部構造であって、高さが5m以上であるもの又は当該上部構造のうち橋梁の支間が30m以上である部分に限り金属製の部材により構成されるものにおいて架設、解体又は変更の作業を行う際に労働災害の防止を行う。

## 受講資格
- 橋梁の上部構造であって、金属製の部材により構成されるものの架設、解体又は変更の作業（次号において「鋼橋架設等の作業」という。）に関する作業に3年以上従事した経験を有する者
- 学校教育法による大学、高等専門学校又は高等学校において土木、建築に関する学科を専攻して卒業した者で、その後2年以上鋼橋架設等の作業に従事した経験を有するもの
- その他厚生労働大臣が定める者

## 技能講習
- 各都道府県により違う。都道府県労働基準局、労働基準監督署、都道府県労働基準協会に問い合わせ願う。

### 講習科目
1. 橋梁の上部構造であって、金属製の部材により構成されるものの架設、解体又は変更に関する知識
2. 工事用設備、機械、器具等に関する知識
3. 作業環境等に関する知識
4. 作業者に対する教育等に関する知識
5. 関係法令
6. 修了試験